# مونغاليه (مترو باريس)
مونغاليه (بالفرنسية: Montgallet)‏ هي محطة مترو تابعة لمترو باريس تقع في فرنسا في الدائرة الثانية عشرة في باريس.[بحاجة لمصدر]